# Gorgyrella inermis
Gorgyrella inermis är en spindelart som beskrevs av Tucker 1917. Gorgyrella inermis ingår i släktet Gorgyrella och familjen Idiopidae.
Artens utbredningsområde är Tanzania. Inga underarter finns listade i Catalogue of Life.